# Audi A6 C4
Der Audi A6 C4 (intern als Typ 4A) ist ein Fahrzeug der oberen Mittelklasse von Audi. Er kam im Juni 1994 als Nachfolger und Facelift des Audi 100 C4 auf den Markt und markiert den Beginn der A6-Modellreihe nach der Umbenennung des Audi 100. Die entsprechende Sportversion wurde von S4 in S6 umbenannt. Limousine (4A5) und Avant (4A9) wurden bis Januar 1998 produziert.

## Modellgeschichte

### Allgemeines
Der Audi A6 C4 debütierte Mitte 1994 als überarbeitete Version des Audi 100 C4, der 1990 eingeführt wurde und sich zu diesem Zeitpunkt in der Mitte seines Lebenszyklus befand. Mit diesem Facelift begann Audi eine neue Nomenklatur: Der A6 und der drei Monate zuvor erschienene A8 (März 1994) waren die ersten Modelle mit der neuen Bezeichnung, gefolgt vom A4 (Nachfolger der Audi 80) und später dem A3. Technisch blieb das Grundlayout des Audi 100 C4 erhalten, weshalb der Baureihencode „C4“ (nun Typ 4A) beibehalten wurde. Es handelt sich um ein Facelift, keine Neuentwicklung, weshalb Bestellungen bis Oktober 1997 möglich waren, gefolgt vom neuen Audi A6 C5.
Äußerlich unterscheidet sich der A6 durch geänderte Stoßfänger (ohne schwarze Kunststoffleisten, nun in Wagenfarbe), farblich angepasste Seitenleisten, die dezenter wirken, sowie überarbeitete Front und Heckpartie, angepasst an die 1994 eingeführten A4 und A8. Der Kühlergrill und die Scheinwerfer sind flacher geneigt, die vorderen Blinker weiß und neu geformt, die Motorhaube leicht verändert. Der rechte Außenspiegel ist kleiner, was den Luftwiderstand reduziert. Neue Leichtmetallfelgen ergänzten das Design. Die vollverzinkte Karosserie, seit 1985 Standard, blieb erhalten.
Im Innenraum blieben die Grundzüge des Audi 100 bestehen, jedoch wurden Details wie die Instrumententafel, Sitze, Verkleidungen, ein neuer Schaltknauf, ein neues Lenkrad und ein digitaler Kilometerzähler (LCD-Technik wie bei A4/A8) überarbeitet. Basisvarianten erhielten nun Ausstattungen wie elektrische Spiegelverstellung, Vorwählautomatik fürs Schiebedach, elektrische Fensterheber vorn und Zusatzinstrumente, die beim Audi 100 höheren Versionen vorbehalten waren. Die offenen Kopfstützenrahmen (seit Audi 200 C2, 1980) wichen geschlossenen Designs. Scheinwerfer nutzten DE-Technik für Abblend- und Nebellicht, Xenon war optional auch bei kleineren Motoren verfügbar. Seitenblinker im Kotflügel, ein neuer Airbag (3. Generation) mit Gurtstraffern und die Ablösung von procon-ten komplettierten die Änderungen.

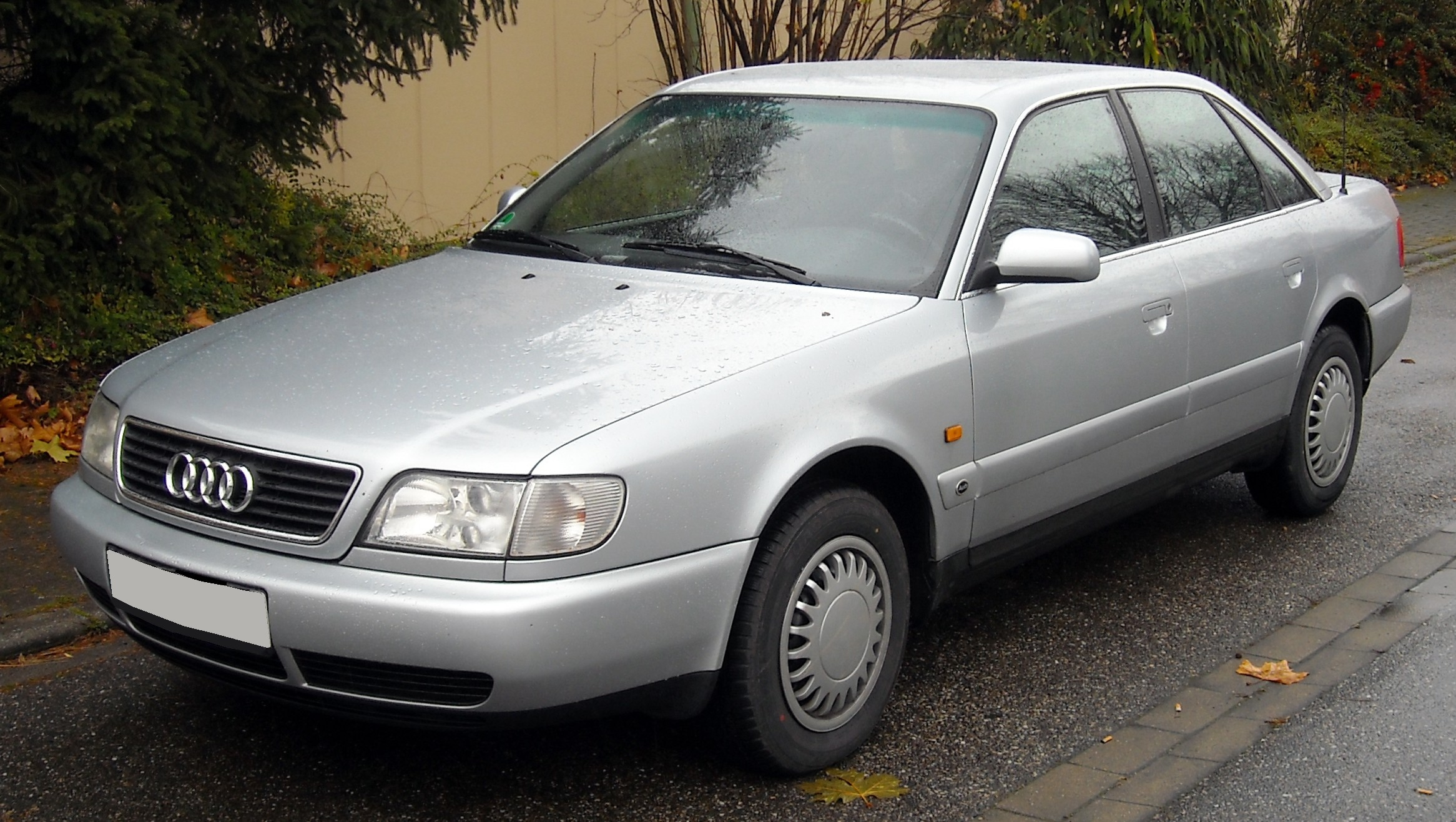
Limousine
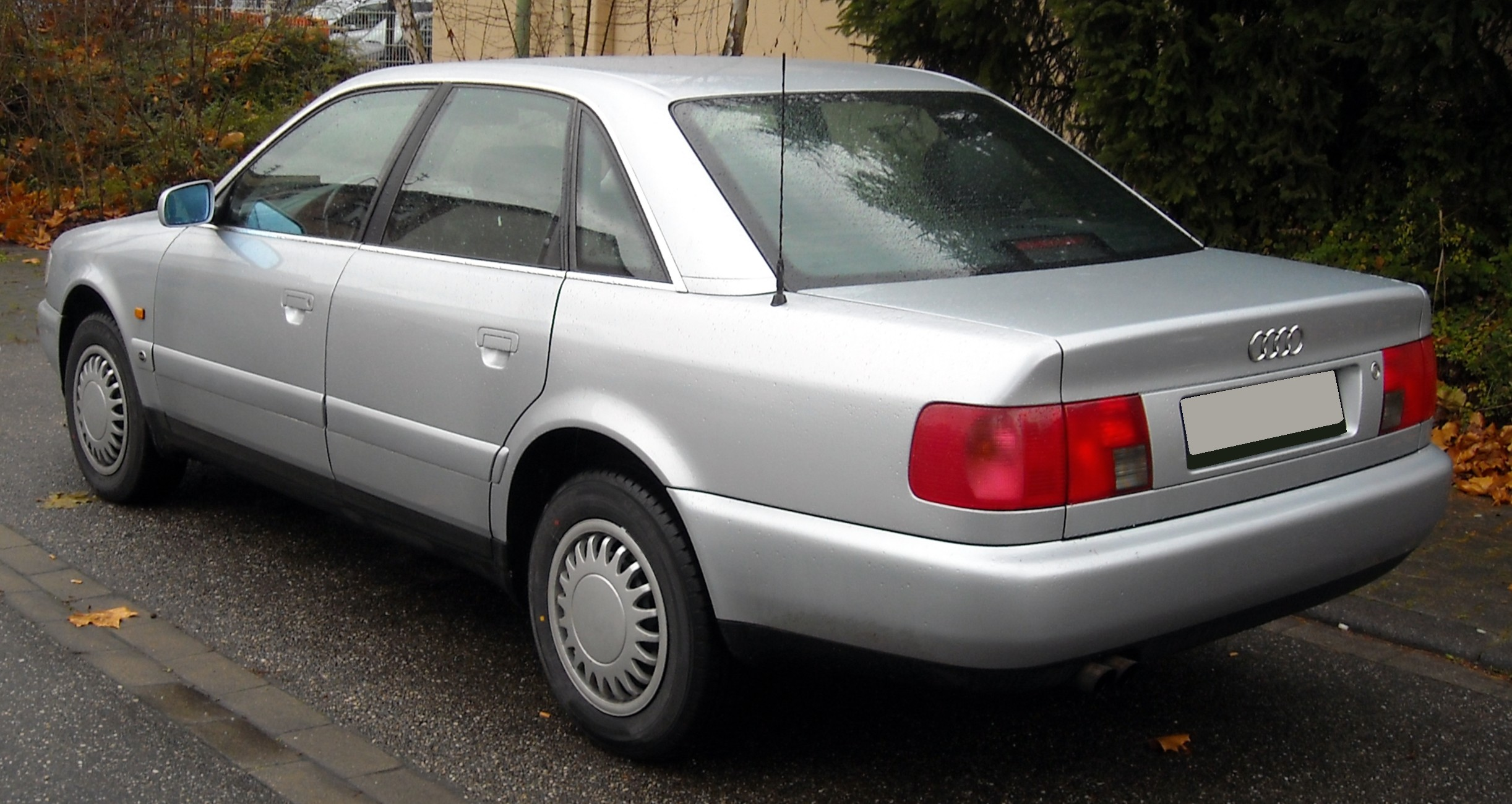
Limousine (Heckansicht)
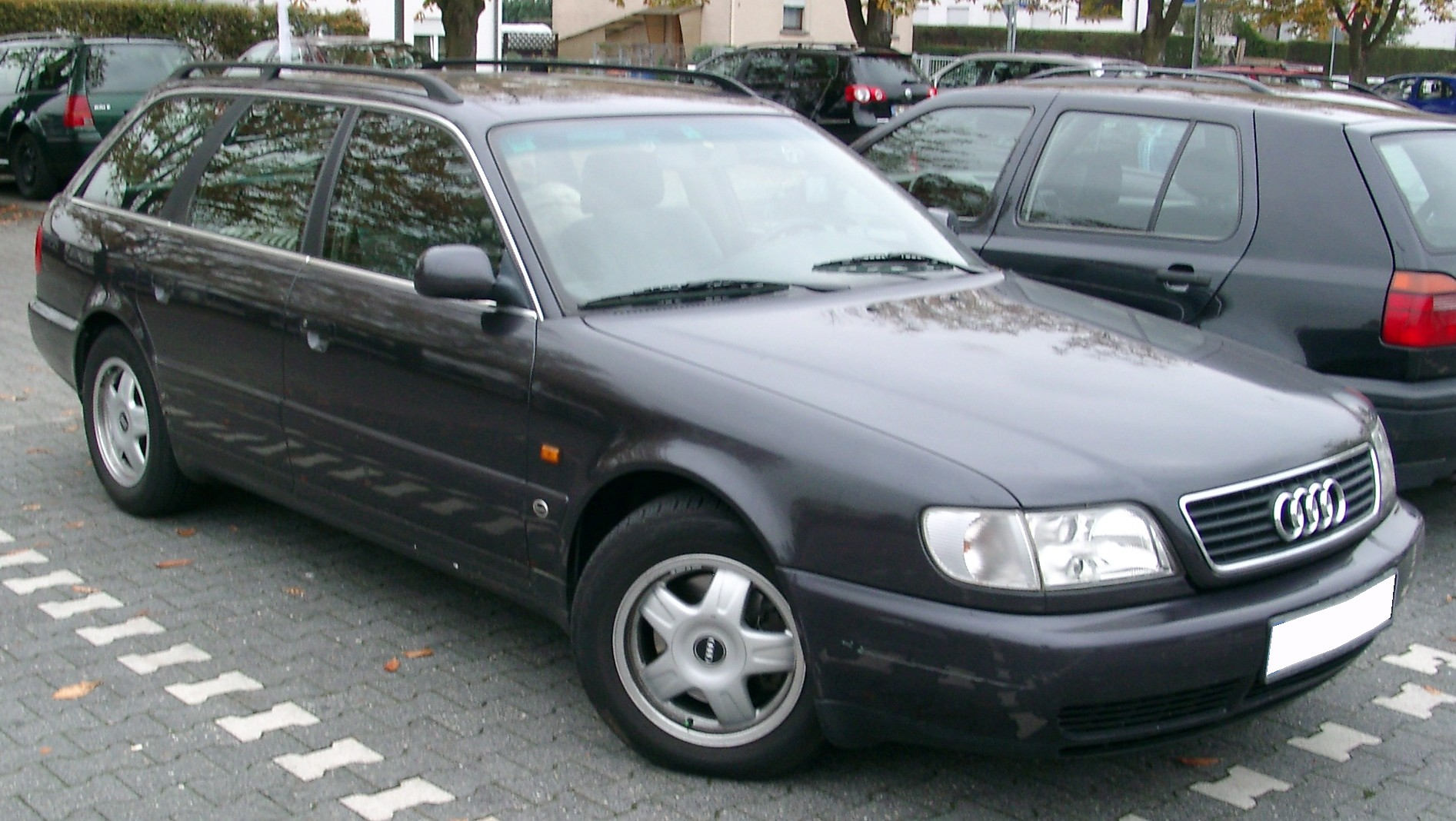
Audi A6 2.6 Avant
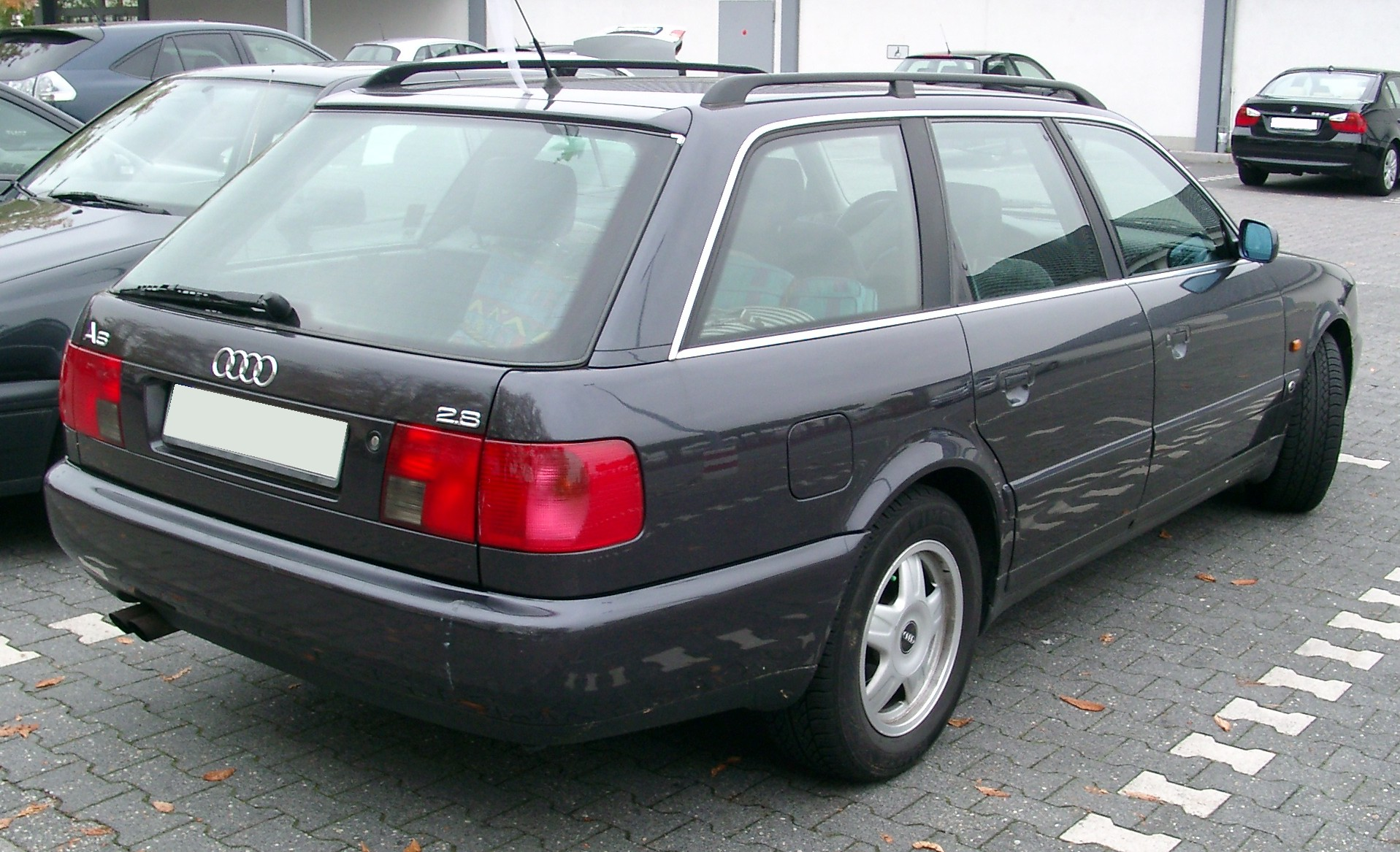
2.6 Avant (Heckansicht)
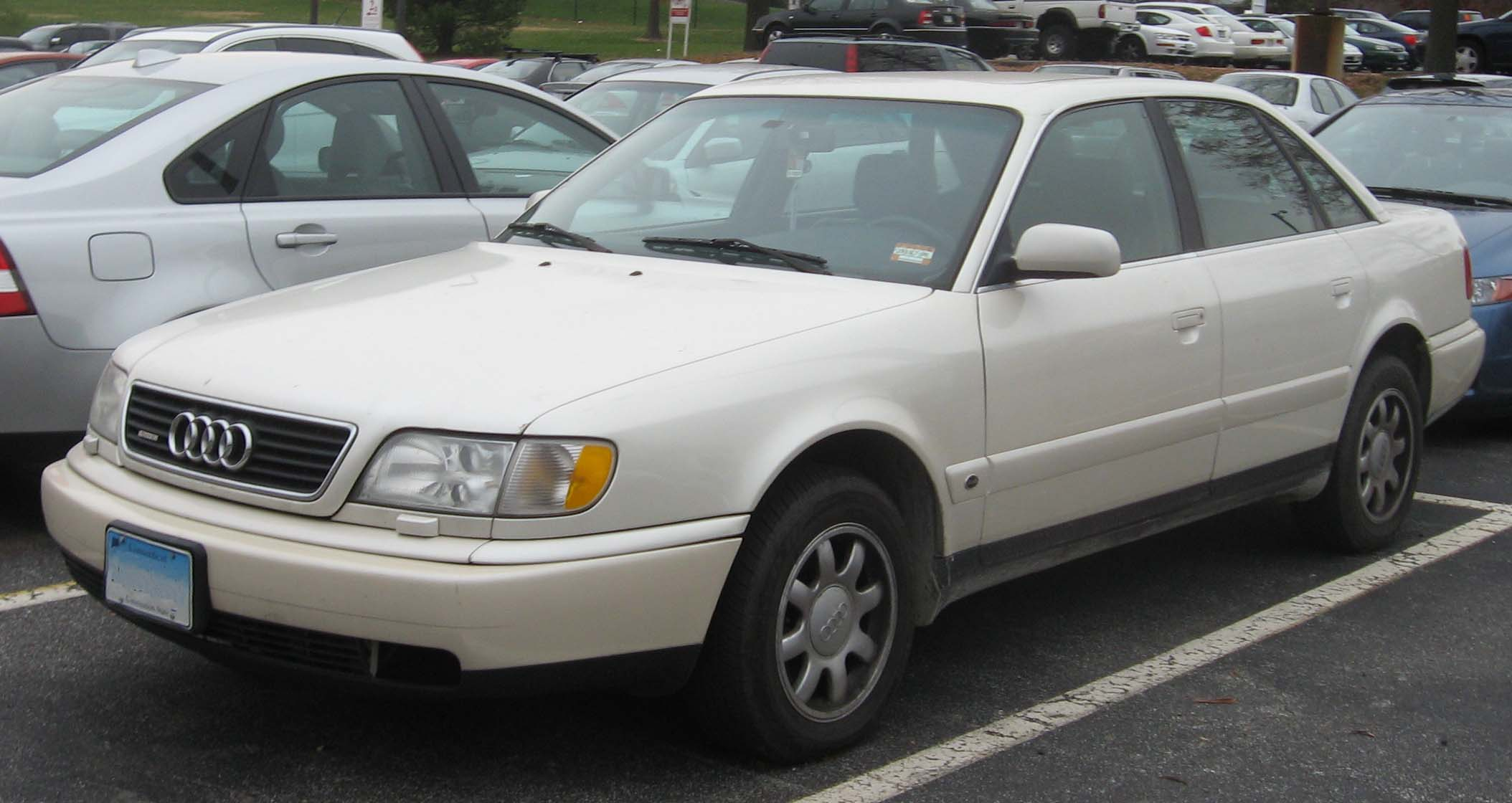
Audi A6 in US-Spezifikation mit gelbem Blinkerglas
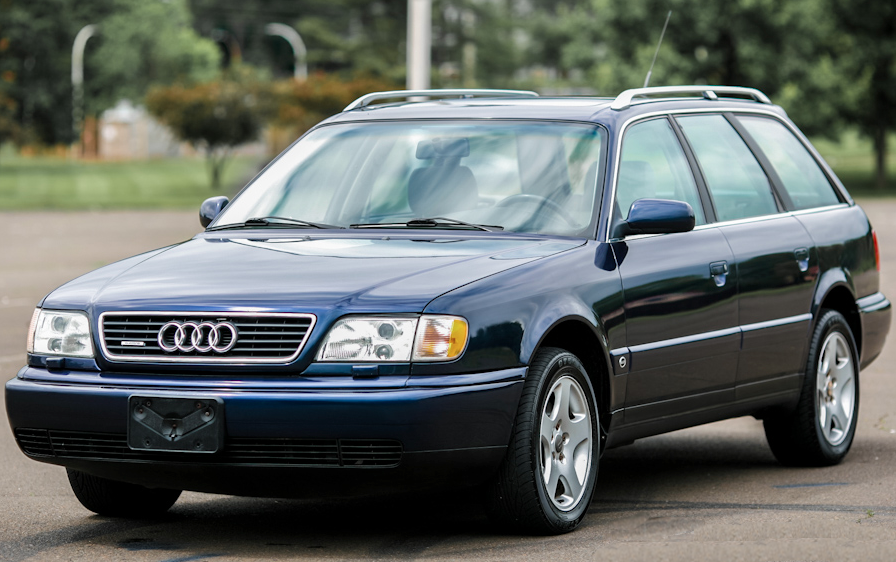
Audi A6 Avant in US-Spezifikation
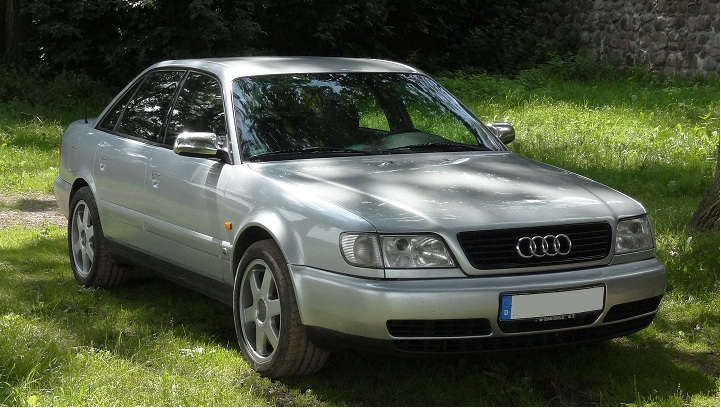
Audi S6 Plus
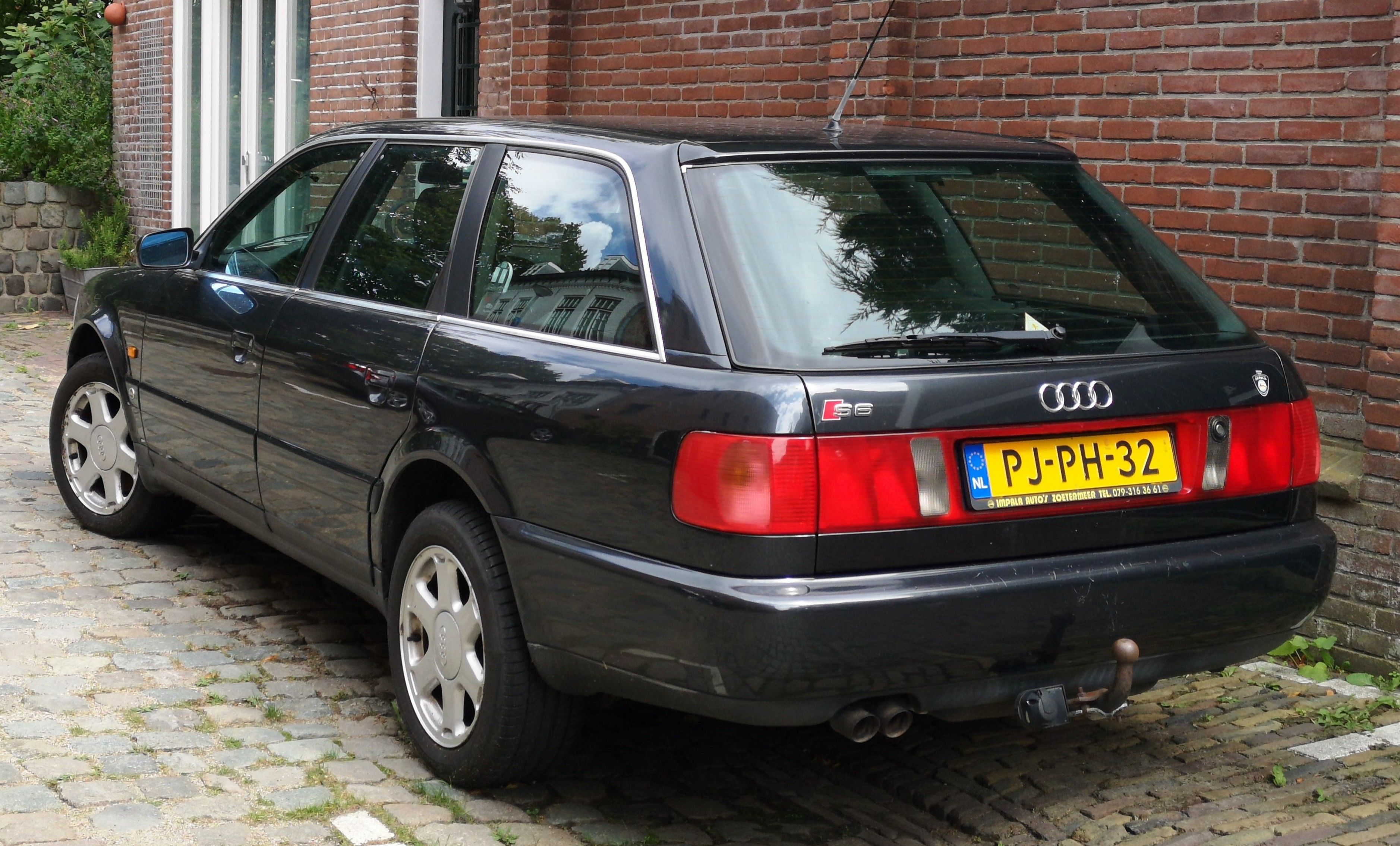
Audi S6 Avant, (Heckansicht)
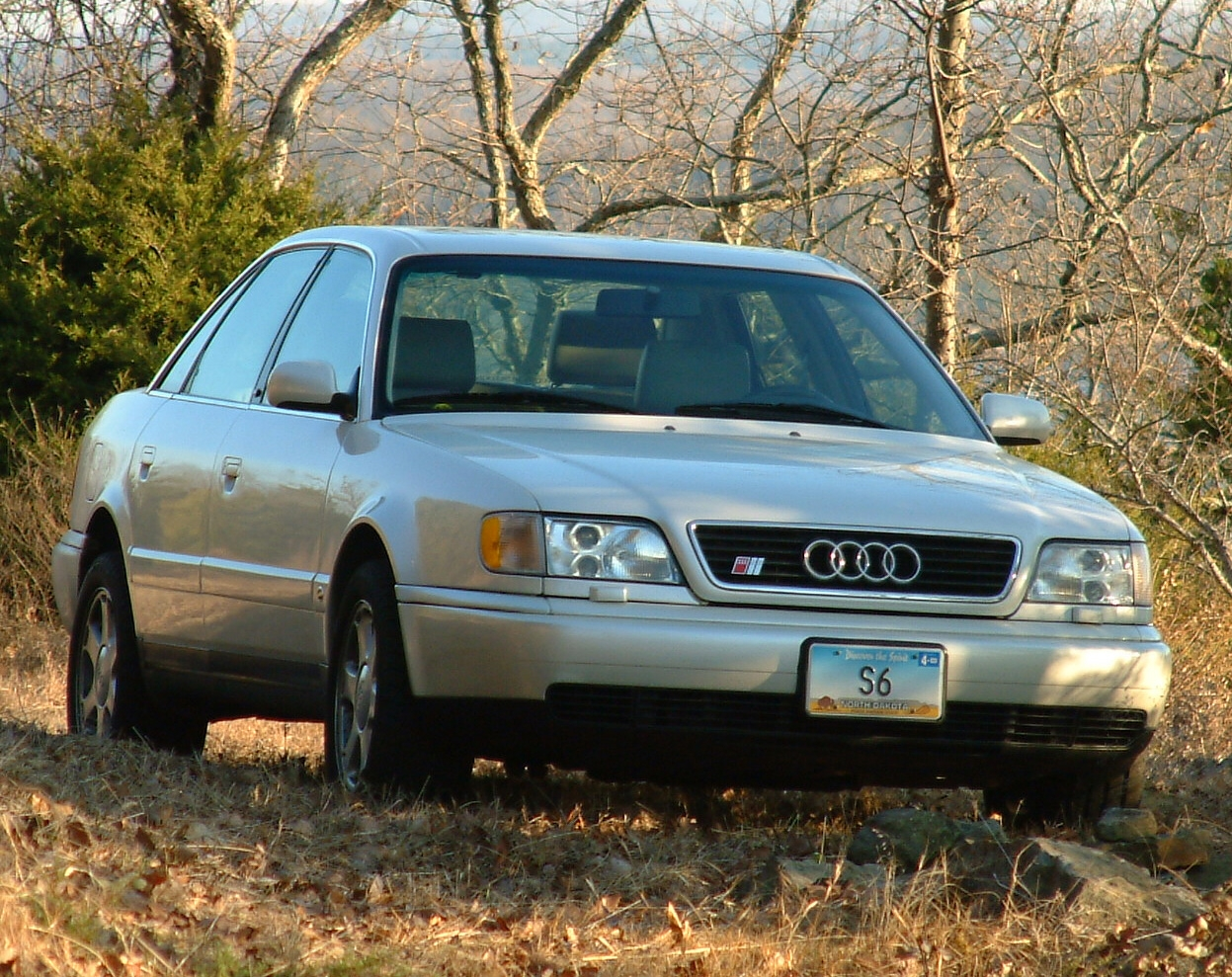
Audi S6 (US-Spec)

### Modellpflege
Technische Neuerungen konzentrierten sich auf Elektronik und Details. Die Servotronik-Steuerung wurde über ein kleineres Steckrelais umgesetzt, die Fensterhebersteuerung 1995 auf dezentrale Module an den Motoren umgestellt. Das ABS wurde überarbeitet (vier statt drei Regelkreise), eine Wegfahrsperre eingeführt, die Lenksäule und Lenkstockschalter modifiziert. Der Zigarettenanzünder im Fond war nicht mehr abschaltbar. Komponenten wie Airbag (ab 1995), Zentralverriegelung (ab 1997) oder Teile mit Nummern wie 4D0/8L0 stammten aus A4 B5, A3 8L oder A8 D2.

### Technik und Motoren
Als Facelift des Audi 100 C4 blieb die technische Basis unverändert: längs eingebauter Frontmotor, Vorderrad- oder optionaler Quattro-Allradantrieb, vollverzinkte Karosserie mit verklebtem Dach. Das Fahrwerk nutzte vorne MacPherson-Federbeine, hinten eine starre Achse mit Panhard-Stab. Das Bremssystem hatte Scheibenbremsen an allen Rädern. Elektronische Neuerungen betrafen vor allem das ABS, das nun jede Radbremse einzeln regeln konnte, um die Stabilität zu verbessern.
Die auffälligste Neuerung war der damals stärkste Dieselmotor in einem Audi: ein 2,5-Liter-Reihenfünfzylinder mit Direkteinspritzung, elektronisch gesteuerter Verteilereinspritzpumpe, Turboaufladung (Bypass-Turbolader), Klappen-Luftmengenmesser, vom Motorsteuergerät geregelter Abgasrückführung und Oxidationskatalysator. Mit diesem Aggregat überschritt erstmals ein Serien-Diesel-PKW von Audi die 200-km/h-Marke und war mit 5- oder 6-Gang-Schaltgetriebe oder einer 4-Stufen-Automatik und optional mit dem Allradantrieb Quattro lieferbar.
Im Audi A6 / S6 wurde erstmals eine sehr präzise Produktzyklus-Steuerung über die definierte Korrosion einzelner Karosserieteile umgesetzt. Darauf aufbauend konnte Audi eine zwölfjährige Garantie gegen Durchrostung gewähren, die allerdings mit verschiedenen Auflagen (penibles Einhalten von Service-Intervallen) verbunden war.
In der Volksrepublik China hatte FAW-Volkswagen den Audi A6 C4 von 1998 bis 2003 als Nachfolger des Audi 200 Lang produziert.

#### Motoren zum Marktstart
- 2.0: 1.984 cm³, Singlepoint-Einspritzung, 101 PS (74 kW)
- 2.0 E: 1.984 cm³, Multipoint-Einspritzung, 115 PS (85 kW)
- 2.0 E 16V: 1.984 cm³, 16 Ventile, 140 PS (103 kW), optional Quattro
- 2.3: 2.309 cm³, 5-Zylinder, 133 PS (98 kW), teils Quattro (exportabhängig)
- 2.6: 2.598 cm³, V6, 150 PS (110 kW), optional Quattro
- 2.8: 2.771 cm³, V6, 174 PS (128 kW), optional Quattro
- S6 2.2 Turbo: 2.226 cm³, 5-Zylinder-Turbo, 230 PS (169 kW), nur Quattro
- 2.5 TDI**: 2.461 cm³, 5-Zylinder-Diesel, 115 PS (85 kW), 140 PS (103 kW), optional Quattro

Alle Motoren hatten serienmäßig ein 5-Gang-Schaltgetriebe, optional war ein 4-Stufen-Automatikgetriebe verfügbar. Der 16-Ventiler war einigen Exportmärkten vorbehalten.

## Audi S6 und S6 Plus

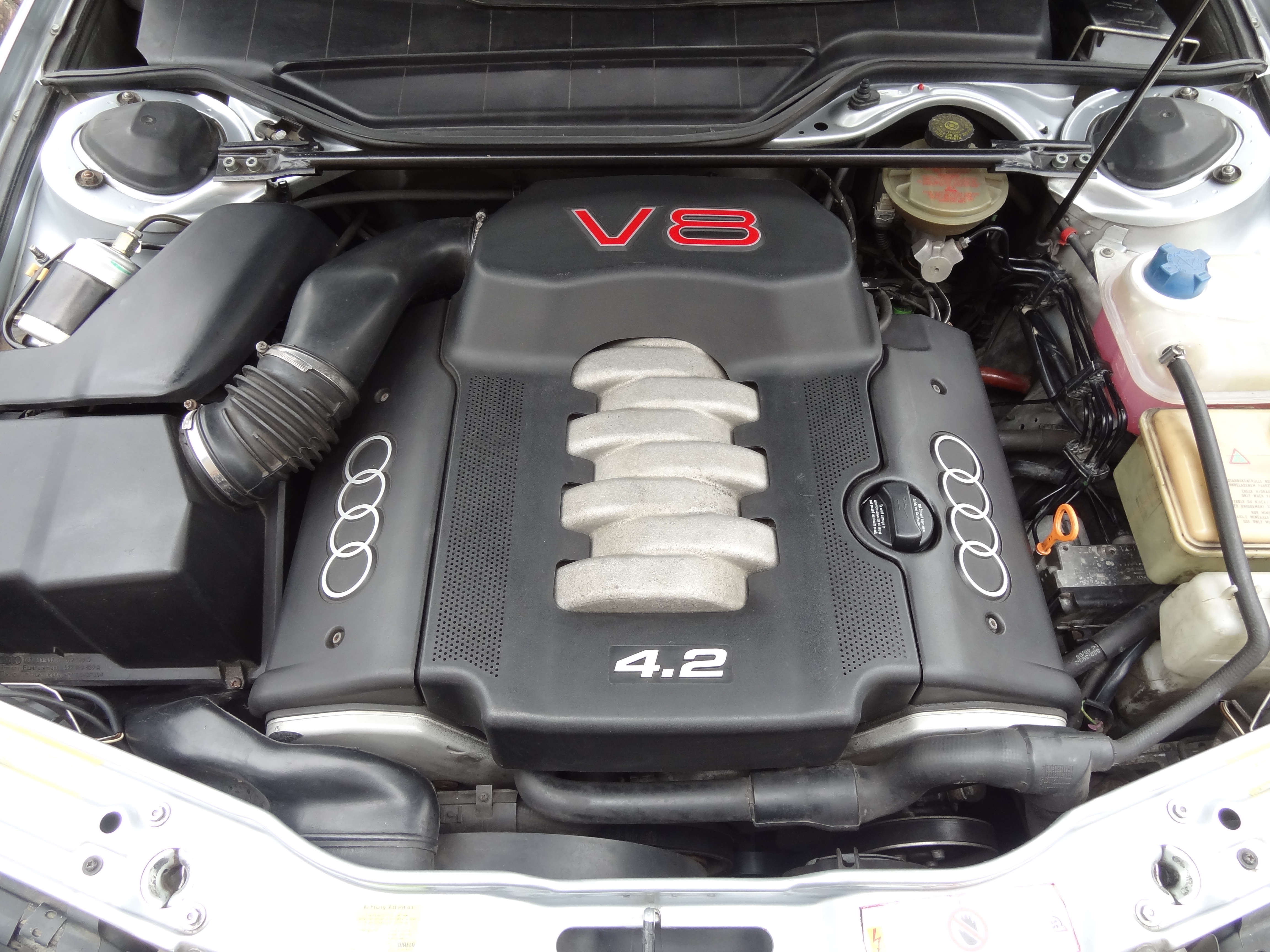
Motorraum S6 Plus

Gegen Ende des Bauzeitraums präsentiert Audi im März 1996 neben dem Audi S6 (C4) eine weitere Sportversion des A6: Den Audi S6 Plus, ausschließlich mit kraftvollem 4,2-Liter-V8-Motor. Der normale S6 war erhältlich wahlweise mit einem 2,2-Liter-Fünfzylindermotor mit vier Ventilen pro Zylinder und Turboaufladung oder mit einem V-Achtzylinder (ebenfalls mit vier Ventilen pro Zylinder), der 213 kW (290 PS) leistete. 
Der S6 plus wurde als Limousine und Kombi (Avant) von der quattro GmbH im Werk Neckarsulm gefertigt. Beide Karosserievarianten teilten sich den 4,2-Liter-V8-Motor aus dem S6; dessen Leistung teils durch Verwendung eines geänderten Kennfeldes in der Motorsteuerung, teils durch den Einsatz klassischen Motortunings auf 240 kW (326 PS) erhöht. Vom S6 plus wurden bis 1997 nur 97 Limousinen und 855 Kombis gebaut. Angeblich gibt es zurzeit nicht einmal mehr 20 angemeldete Limousinen in Deutschland.

## Motoren und Technische Daten
Neuerungen beim A6 C4 stellen einige deutliche Veränderungen in der Auswahl der Motorisierung dar. Zum einen wurde der bereits aus dem Audi 100 C3 bekannte 2,3-Liter-Fünfzylindermotor mit 98 kW (133 PS) weitestgehend aus dem Angebot genommen. Ebenfalls entfiel der 2,0-Liter-Vierzylinder mit 74 kW (101 PS). Neu in die Palette wurden erstmals zwei Motorvarianten mit Fünfventil-Technik aufgenommen. Zum einen ein 1,8-Liter-Vierzylinder-20V-Motor mit 92 kW (125 PS) und ein 2,8 Liter 30V 142 kW (193 PS) V6, welcher auf dem weiterhin zur Auswahl stehenden 128-kW-(174-PS)-Motor basiert. Der 128-kW-V6-Motor erfuhr eine Überarbeitung mit nun „leichtem“ Ventiltrieb (dünnere Ventilschäfte, einzelne statt doppelte Ventilfedern) und leicht geänderten Steuerzeiten. Der S6 C4 V8 erhielt im Vergleich zum Vorgänger im S4 10 PS mehr, nun 213 kW (290 PS). Dies geschah ebenfalls durch Änderung an Steuerzeiten und Ventiltrieb. 
Ein Saugdiesel-Motor stand nach dem Facelift nicht mehr zur Verfügung. Dafür wurde ein 1,9-Liter-4-Zylinder mit 66 kW (90 PS) eingeführt. Der bisher bekannte 85 kW (115 PS) leistende Turbo-Diesel blieb weiter im Angebot, wurde jedoch auch zu einer neuen Version mit 103 kW (140 PS) verbessert.

### Benziner
| Modell                  | Kenn- buchstaben        | Ventile                 | Hubraum                 | Leistung bei 1/min      | Drehmoment bei 1/min    | 0–100 km/h              | Vmax                    | Bauzeitraum             |
| Reihenvierzylindermotor | Reihenvierzylindermotor | Reihenvierzylindermotor | Reihenvierzylindermotor | Reihenvierzylindermotor | Reihenvierzylindermotor | Reihenvierzylindermotor | Reihenvierzylindermotor | Reihenvierzylindermotor |
| ----------------------- | ----------------------- | ----------------------- | ----------------------- | ----------------------- | ----------------------- | ----------------------- | ----------------------- | ----------------------- |
| 1.8                     | ADR                     | 20                      | 1781 cm³                | 92 kW (125 PS) / 5800   | 168 Nm / 3500           | 11,5 s                  | 198 km/h                | 09.1994 – 07.1997       |
| 2.0                     | AAE                     | 8                       | 1984 cm³                | 74 kW (101 PS) / 5500   | 157 Nm / 2750           | 12.9 s                  | 182 km/h                | 11.1990 – 08.1996       |
| 2.0E                    | ABK                     | 8                       | 1984 cm³                | 85 kW (115 PS) / 5400   | 168 Nm / 3200           | 11.9 s                  | 190 km/h                | 08.1992 – 05.1996       |
| 2.0E                    | ACE                     | 16                      | 1984 cm³                | 103 kW (140 PS) / 5900  | 185 Nm / 4500           | 10,1 s                  | 204 km/h                | 01.1992 – 08.1996       |
| Reihenfünfzylindermotor |                         |                         |                         |                         |                         |                         |                         |                         |
| S6 2.2                  | AAN                     | 20                      | 2226 cm³                | 169 kW (230 PS) / 5900  | 350 Nm / 1950           | 6,8 s                   | 244 km/h                | 07.1991 – 07.1997       |
| 2.3                     | AAR                     | 10                      | 2309 cm³                | 98 kW (133 PS) / 5500   | 186 Nm / 4000           | 10,2 s                  | 202 km/h                | 11.1990 – 05.1994       |
| Sechszylinder-V-Motor   |                         |                         |                         |                         |                         |                         |                         |                         |
| 2.6                     | ABC                     | 12                      | 2598 cm³                | 110 kW (150 PS) / 5500  | 225 Nm / 3500           | 9.9 s                   | 209 km/h                | 03.1992 – 07.1997       |
| 2.8                     | AAH                     | 12                      | 2771 cm³                | 128 kW (174 PS) / 5500  | 245 Nm / 3000           | 9,1 s                   | 219 km/h                | 11.1990 – 07.1997       |
| 2.8                     | ACK                     | 30                      | 2771 cm³                | 142 kW (193 PS) / 6000  | 280 Nm / 3200           | 8,1 s                   | 229 km/h                | 10.1995 – 07.1997       |
| Achtzylinder-V-Motor    |                         |                         |                         |                         |                         |                         |                         |                         |
| S6 4.2                  | AEC                     | 32                      | 4172 cm³                | 213 kW (290 PS) / 5800  | 400 Nm / 4000           | 5,9 s                   | 249 km/h                | 09.1994 – 10.1997       |
| S6 Plus                 | AHK                     | 32                      | 4172 cm³                | 240 kW (326 PS) / 6500  | 400 Nm / 3500           | 5,6 s                   | 250 km/h                | 03.1996 – 10.1997       |

### Diesel
| Modell                  | Kenn- buchstaben        | Ventile                 | Hubraum                 | Leistung bei 1/min      | Drehmoment bei 1/min    | 0–100 km/h              | Vmax                    | Bauzeitraum             |
| Reihenvierzylindermotor | Reihenvierzylindermotor | Reihenvierzylindermotor | Reihenvierzylindermotor | Reihenvierzylindermotor | Reihenvierzylindermotor | Reihenvierzylindermotor | Reihenvierzylindermotor | Reihenvierzylindermotor |
| ----------------------- | ----------------------- | ----------------------- | ----------------------- | ----------------------- | ----------------------- | ----------------------- | ----------------------- | ----------------------- |
| 1.9 TDI (VEP)           | 1Z                      | 8                       | 1896 cm³                | 66 kW (90 PS) / 4000    | 202 Nm / 1900           | 13,9 s                  | 177 km/h                | 07.1994 – 06.1996       |
| 1.9 TDI (VEP)           | AHU                     | 8                       | 1896 cm³                | 66 kW (90 PS) / 4000    | 202 Nm / 1900           | 13,9 s                  | 177 km/h                | 07.1996 – 10.1997       |
| Reihenfünfzylindermotor |                         |                         |                         |                         |                         |                         |                         |                         |
| 2.5 TDI (VEP)           | AAT                     | 10                      | 2461 cm³                | 85 kW (115 PS) / 4000   | 265 Nm / 1900           | 11.2 s                  | 195 km/h                | 07.1994 – 07.1997       |
| 2.5 TDI (VEP)           | AEL                     | 10                      | 2461 cm³                | 103 kW (140 PS) / 4000  | 290 Nm / 1900           | 9.9 s                   | 208 km/h                | 09.1994 – 07.1997       |